# Wielkanoc (Petite-Pologne)
Pour les articles homonymes, voir Wielkanoc.
Wielkanoc est une localité polonaise de la gmina de Gołcza, située dans le powiat de Miechów en voïvodie de Petite-Pologne.